# Brian David Usanga
Brian David Usanga (* 28. Oktober 1928 in Obotim; † 26. Mai 2005 in Rom, Italien) war ein nigerianischer Geistlicher und römisch-katholischer Erzbischof von Calabar.

## Leben
Brian David Usanga studierte Philosophie und Katholische Theologie am Bigard Pontifical Seminary in Enugu. Er empfing am 8. Dezember 1956 das Sakrament der Priesterweihe für das Bistum Calabar. Anschließend war Brian David Usanga in der Pfarrseelsorge und in der Ehepastoral tätig, bevor er 1957 stellvertretender Sekretär für das katholische Bildungswesen im Bistum Calabar wurde. 1961 wurde Usanga für weiterführende Studien in die USA entsandt, wo er am St. Mary of the Plains College in Dodge City einen Bachelor im Fach Philosophie erwarb und 1963 an der Saint Louis University einen Master. 1966 wurde er an der Katholischen Universität von Amerika in Washington, D.C. im Fach Philosophische Anthropologie promoviert.
Am 5. August 1966 ernannte ihn Papst Paul VI. zum Titularbischof von Ubaba und zum Weihbischof in Calabar. Der Apostolische Delegat für Zentral-Ostafrika, Erzbischof Luigi Bellotti, spendete ihm am 4. Dezember desselben Jahres in der Kirche Christ the King in Uyo die Bischofsweihe; Mitkonsekratoren waren der Bischof von Calabar, James Moynagh SPS, und der Bischof von Ikot Ekpene, Dominic Ignatius Ekandem. Als Weihbischof war Usanga zudem Sekretär der Bischofskonferenz von Nigeria.
Papst Paul VI. ernannte ihn am 5. Februar 1970 zum Bischof von Calabar. Brian David Usanga wurde am 26. Mai 1994 infolge der Erhebung des Bistums Calabar zum Erzbistum erster Erzbischof von Calabar. Am 17. Dezember 2003 nahm Papst Johannes Paul II. das von Usanga aus Altersgründen vorgebrachte Rücktrittsgesuch an.